# فريد أبو شقرة
فريد أبو شقرة (1963-) هو فنان وكاتب فلسطيني ولد في مدينة ام الفحم. درس الفنون في كلية كليشر عام 1988، حيث درس تحت إشراف الفنان أرييه مرغوشيلسكي. شارك في تأسيس صالة العرض للفنون في أم الفحم عام 1996 بالتعاون مع شقيقه الفنان سعيد أبو شقرة. كما كان أحد مؤسسي جاليري الفنون في الناصرة عام 2009، وما زال يشغل منصب القيّم الفني فيه حتى اليوم. وهو أحد مؤسسي معهد الفنون في وادي عارة الذي يمنح شهادة مرشد مؤهّل في الفنون.

## أسلوبه الفني
يتميز فنّه في استخدام الرسم، والإنشاءات، والنحت، والفيديو، مستكشفًا هويته بالتأثيرات المحيطة بالمكان والإنسان. ويعتمد بشكل كبير على رموز غير مباشرة، دمج الزخارف والأرابيسك في أعماله بالرسم، مستلهمًا من الذاكرة وثقافة المكان. يتكرراستخدامه للزخرفة والتطريز الفلسطيني وخامات التراب ونباتات مثل الصبار، مع تطبيق تقنيات دقيقة في تنفيذ أعماله. ويعتمد أبو شقرة على دمج المفهوم والتنفيذ بشكل شامل، حيث يدمج الرسم الذي يتأصل في التقاليد الغربية مع الزخرفة والأرابسك الشرقية. ويعبر أيضًا عن التصوّر الفني من خلال المعارض، الفيديوهات، والأعمال التركيبية. على مدى سنوات طويلة، استخدم لغته الذاتية الفريدة التي تجمع بين الرمزية المشحونة والقيم الفنية المجردة.

## معارضه[4]
أقام العديد من المعارض الفردية ومنها:
- معرض أعمال جديدة في بيت الفنانين في القدس عام 1989.
- معرض فريد أبو شقرة وبيلا أهروني في زيجن في ألمانيا عام 1999.
- معرض قط يعود إلى البيت في جاليري زاوية عام 2016.[6]
- معرض حياة صالة في العرض للفنون عام 2017.

وأقام العديد من المعارض الجماعية ومنها:
- معرض طباعة معاصرة في القدس عام 2018.
- معرض متحف حيفا عام 2017.
- معرض بينالي نكانوجو اله في اليابان عام 2008.
- معرض أساس في الناصرة عام 2007.
- معرض لا تروا في أم الفحم عام 2005.
- معرض جروح وضمادات في ام الفحم عام 2005.
- معرض The ability of art في ألمانيا عام 2003.
- معرض المكتبة المتنقلة في إيطاليا عام 2003.
- معرض ملجأ في أمريكا عام 2003.

## مقتنياته[4]
توجد أعماله في متحف أم الفحم، ومتحف القدس.